# فرودگاه محلی ساوثوست واشنگتون
فرودگاه محلی ساوثوست واشینگتن (به انگلیسی: Southwest Washington Regional Airport) یک فرودگاه همگانی بهره‌برداری هوایی با کد یاتا KLS است که یک باند فرود آسفالت دارد و طول باند آن ۱۳۳۸ متر است. این فرودگاه در کشور ایالات متحده آمریکا قرار دارد و در ارتفاع ۶ متری از سطح دریا واقع شده است.